# A.J. Pierzynski
Anthony John Pierzynski, dit A.J. Pierzynski (né le 30 décembre 1976 à Bridgehampton, New York, États-Unis), est un receveur de la Ligue majeure de baseball. 
Invité deux fois au Match des étoiles, il a remporté la Série mondiale 2005 avec les White Sox de Chicago, pour qui il a joué durant huit saisons et avec qui il a également reçu un Bâton d'argent en 2012.

## Carrière

### Twins du Minnesota
Après des études secondaires à la Dr. Phillips High School d'Orlando (Floride) où il décroche une sélection All-State en baseball, A.J. Pierzynski est drafté le 2 juin 1994 par les Twins du Minnesota au troisième tour de sélection. Il hésite entre le poursuite de sa scolarité à l'Université du Tennessee et l'option professionnelle. Il signe avec l'organisation des Twins le 9 juin.
Il passe cinq saisons en Ligues mineures, portant successivement les couleurs des GCL Twins (R, 1994), Elizabethton Twins (R, 1995), Fort Wayne Wizards (A, 1995-1996), Fort Myers Miracle (A+, 1997), New Britain Rock Cats (AA, 1998) et Salt Lake Buzz (AAA, 1998).
Pierzynski fait ses débuts en Ligue majeure le 9 septembre 1998. 
Titulaire au poste de receveur depuis 2001, il est sélectionné au Match des étoiles en 2002 comme receveur remplaçant.

### Giants de San Francisco
Pierzynski est échangé le 14 novembre 2003 chez les Giants de San Francisco. La transaction Minnesota-San Francisco est à sens unique, puisque les Twins mettent la main sur Joe Nathan, Francisco Liriano et Boof Bonser. De plus, Pierzynski quitte San Francisco après la saison 2004, durant laquelle ses coéquipiers l'accusent d'être un « cancer » dans le vestiaire. 

### White Sox de Chicago

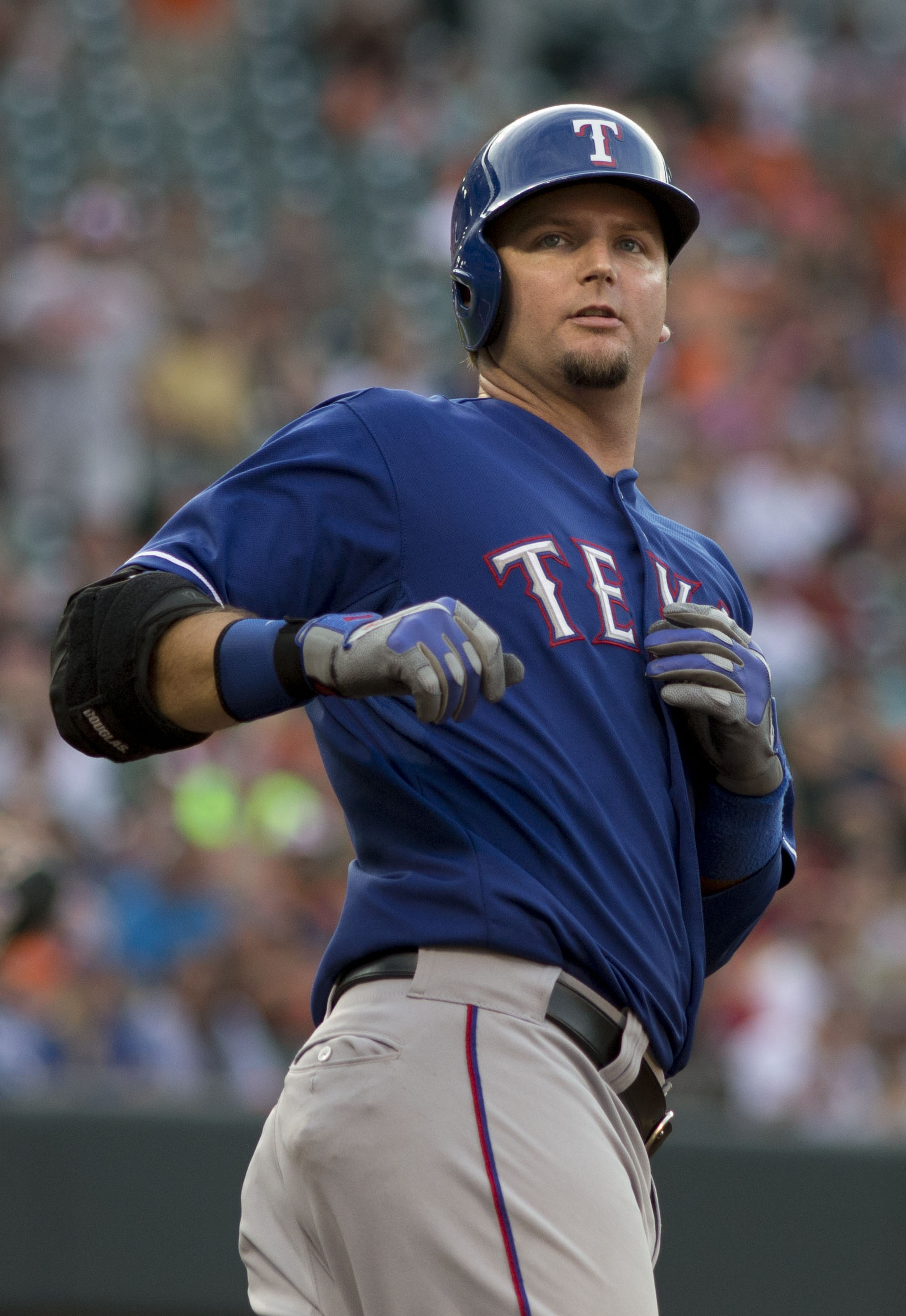
Pierzynsky en 2013 avec les Rangers du Texas.

Devenu agent libre, Pierzynski signe le 6 janvier 2005 chez les White Sox de Chicago et prend part à la belle saison 2005 des White Sox qui s'achève par la victoire en Série mondiale.
Pierzynski est sélectionné une deuxième fois au Match des étoiles en 2006. À la suite d'une campagne de soutien initiée par les White Sox sous le nom de « Punch A.J. », Pierzynski collecte 3,6 millions de suffrages ; c'est le record cette saison-là en Ligue américaine.
Le 18 avril 2007, Pierzynski est le receveur de Mark Buehrle lorsque celui-ci lance un match sans point ni coup sûr. Il ne joue pas cependant lorsque le même lanceur réussit deux ans plus tard une partie parfaite. Le 21 avril 2012, Pierzynski est le receveur des Sox lors du match parfait de Philip Humber.
À sa dernière année de contrat avec Chicago en 2012, Pierzynski connaît l'une de ses meilleures campagnes. Il frappe pour ,278 et établit un sommet personnel de 27 circuits. Il égale son record de points produits (77) établis lors de la saison 2004 avec San Francisco.

### Rangers du Texas
Le 26 décembre 2012, Pierzynski signe un contrat d'un an avec les Rangers du Texas.
Il frappe 17 circuits et produit 70 points pour aller avec sa moyenne au bâton de ,272 en 134 parties jouées pour les Rangers en 2013.

### Red Sox de Boston
Le 4 décembre 2013, Pierzynski signe un contrat d'un an avec les Red Sox de Boston. En 72 matchs des Red Sox en 2014, il frappe 4 circuits et affiche une moyenne au bâton de ,242 avec un faible pourcentage de présence sur les buts de ,286. Déçus de cette demi-saison, les Sox libèrent Pierzynski de son contrat le 9 juillet.

### Cardinals de Saint-Louis
Pierzynski signe chez les Cardinals de Saint-Louis le 26 juillet 2014. Il joue 30 matchs après ce transfert, aidant son nouveau coéquipier Tony Cruz à abattre le travail derrière le marbre en l'absence du receveur étoile Yadier Molina, blessé. Pierzynski frappe pour ,244 avec un circuit et 6 points produits pour les Cardinals, terminant sa saison avec 5 longues balles, 37 points produits et une moyenne au bâton de ,251 en 102 parties jouées pour Boston et Saint-Louis.

### Braves d'Atlanta
Le 7 janvier 2015, Pierzynski signe un contrat d'un an pour être le receveur réserviste du jeune receveur Christian Bethancourt chez les Braves d'Atlanta. Alors que Bethancourt est cédé aux ligues mineures en juin et ne joue que 23 matchs des Braves en 2015, Pierzynski dispute 113 matchs et élève sa moyenne au bâton à ,300 pour la première fois depuis 2009. Le 12 novembre 2015, il accepte un nouveau contrat de 3 millions pour un an avec les Braves.

## Personnalité

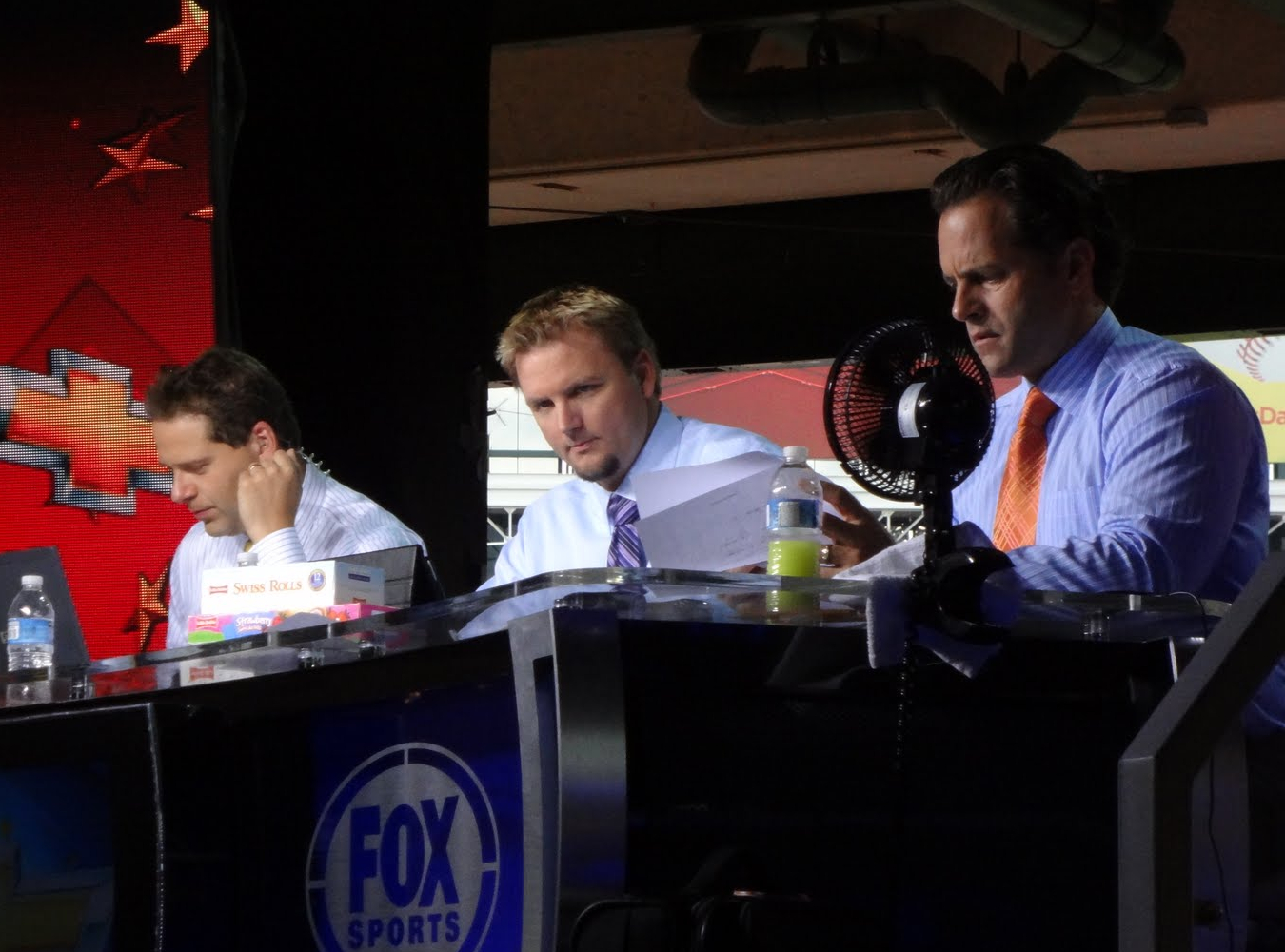
Au centre : Pierzynski, entouré de Chris Rose et Eric Karros, est analyste des matchs de baseball en octobre 2011 à Fox Sports.

Le manque d'étiquette et d'esprit sportif reproché, à tort ou à raison, à A. J. Pierzynski a été décrié tant par ses adversaires que ses coéquipiers. Son manager de plusieurs années chez les White Sox, Ozzie Guillén, a dit de lui : « Vous jouez contre lui, vous le détestez. Vous jouez avec lui, vous le détestez juste un peu moins.»
En 2009, le réseau ESPN réalise un reportage sur Pierzynski intitulé « L'homme le plus détesté du baseball », un titre qui fait le bonheur du principal intéressé. Enfin, un incident en début de carrière, à l'origine nié par Pierzynski puis finalement avoué, le suit depuis des années. Lors du camp d'entraînement de 2004 avec les Giants, Pierzynski reçoit une balle dans l'entre-jambes. Un entraîneur de l'équipe, Stan Conte, accourt près du receveur et ce dernier, pour lui « expliquer » la raison de sa douleur, lui assène un coup de genou dans les parties.
Durant les séries éliminatoires de 2011, pour lesquelles son club n'était pas qualifié, Pierzynski est analyste des matchs de baseball à la télévision de Fox Sports.

## Statistiques
| Saison | Équipe        | G    | AB   | R   | H    | 2B  | 3B | HR  | RBI | SB | BA   |
| ------ | ------------- | ---- | ---- | --- | ---- | --- | -- | --- | --- | -- | ---- |
| 1998   | Minnesota     | 7    | 10   | 1   | 3    | 0   | 0  | 0   | 1   | 0  | .300 |
| 1999   | Minnesota     | 9    | 22   | 3   | 6    | 2   | 0  | 0   | 3   | 0  | .273 |
| 2000   | Minnesota     | 33   | 88   | 12  | 27   | 5   | 1  | 2   | 11  | 1  | .307 |
| 2001   | Minnesota     | 114  | 381  | 51  | 110  | 33  | 2  | 7   | 55  | 1  | .289 |
| 2002   | Minnesota     | 130  | 440  | 54  | 132  | 31  | 6  | 6   | 49  | 1  | .300 |
| 2003   | Minnesota     | 137  | 487  | 63  | 152  | 35  | 3  | 11  | 74  | 3  | .312 |
| 2004   | San Francisco | 131  | 471  | 45  | 128  | 28  | 2  | 11  | 77  | 0  | .272 |
| 2005   | Chicago WS    | 128  | 460  | 61  | 118  | 21  | 0  | 18  | 56  | 0  | .257 |
| 2006   | Chicago WS    | 140  | 509  | 65  | 150  | 24  | 0  | 16  | 64  | 1  | .295 |
| 2007   | Chicago WS    | 136  | 472  | 54  | 124  | 24  | 0  | 14  | 50  | 1  | .263 |
| 2008   | Chicago WS    | 134  | 534  | 66  | 150  | 31  | 1  | 13  | 60  | 1  | .281 |
| 2009   | Chicago WS    | 108  | 504  | 57  | 151  | 22  | 1  | 13  | 49  | 1  | .300 |
| 2010   | Chicago WS    | 128  | 474  | 43  | 128  | 29  | 0  | 9   | 56  | 3  | .270 |
| Totaux | Totaux        | 1365 | 4852 | 575 | 1379 | 285 | 16 | 120 | 605 | 13 | .284 |

| Saison | Équipe     | G  | AB  | R  | H  | 2B | 3B | HR | RBI | SB | BA   |
| ------ | ---------- | -- | --- | -- | -- | -- | -- | -- | --- | -- | ---- |
| 2002   | Minnesota  | 10 | 32  | 5  | 11 | 0  | 1  | 1  | 6   | 0  | .344 |
| 2003   | Minnesota  | 4  | 13  | 1  | 3  | 0  | 0  | 1  | 1   | 0  | .231 |
| 2005   | Chicago WS | 12 | 42  | 9  | 11 | 4  | 0  | 3  | 9   | 2  | .262 |
| 2008   | Chicago WS | 4  | 13  | 1  | 5  | 1  | 0  | 0  | 1   | 0  | .385 |
| Totaux | Totaux     | 30 | 100 | 16 | 30 | 5  | 1  | 5  | 17  | 2  | .300 |

Note : G = Matches joués ; AB = Passages au bâton; R = Points ; H = Coups sûrs ; 2B = Doubles ; 3B = Triples ; 
HR = Coup de circuit ; RBI = Points produits ; SB = Buts volés ; BA = Moyenne au bâton.